# Kineskop
Kineskop je prva reprodukcijska elektronska cijev za pretvorbu pokretne slike iz elektroničkoga u svjetlosni, vidljivi oblik. Konstruirao ga je 1924. američki izumitelj ruskoga podrijetla V. K. Zworykin za prikaz crno-bijele televizijske slike, to jest za obratnu funkciju od ikonoskopa. U kineskopu elektronski mlaz iz katode, upravljan po smjeru magnetskim poljem, a po jakosti svjetloćom onoga djelića slike koji treba iscrtati, prelazeći sinkronizirano po luminiscentnome zaslonu, iscrtava na njemu vidljivu sliku. Kineskop je zajedno s ikonoskopom omogućio razvoj moderne televizije, no danas se umjesto njega rabe zasloni s tekućim kristalima i plazmatski zasloni.

## Objašnjenje
Televizijski prijamnik ili televizor ima elektronsku cijev, koja se zove kineskop. To je u stvari katodna cijev koja proizvodi snop centriranih i ubrzanih elektrona, koji padaju na stakleni zaslon prevučen fluorescentnim slojem. Taj sloj svijetli pod utjecajem katodnih zraka. Katodna zraka se u kineskopu giba na isti način kao ona u ikonoskopu, te opisuje red za redom dijelove emitirane slike. Pomicanje katodne zrake i ovdje vrše elektromagnetske zavojnice svojim magnetskim poljima. Primljeni elektromagnetski impulsi preko prijemne antene djeluju u kineskopu na množinu elektrona u katodnoj zraci, pa su točkice na zastoru (ekranu) svjetlije ili tamnije, te stvaraju potpuno istu sliku. U televizijskom prijamniku sjedinjen je uređaj za primanje slike i tona.
Ultrakratki valovi (UKV) omogućuju prijem samo do optičkog obzora (horizonta). Da bi se prijem omogućio na veće daljine, služe pomoćne televizijske stanice, takozvani releji. Oni primaju program, od televizijske stanice, šalju ga televizijskom releju, ovaj pak drugom releju i tako dalje, dok se pređe potrebna udaljenost.
Fotokatoda ima pravokutan oblik i po njoj katodna zraka ide jednoličnom brzinom putem 1-1, zatim preskoči na suprotnu stranu, te ide putem 3-3, opet preskoči pa ide putem 5-5, zatim putem 7-7 i tako dalje uzduž neparnih redova. Kada katodna zraka svrši s neparnim redovima, dođe na donji kraj fotokatode, preskoči gore na početak i opisuje parne redove. Po europskoj normi omjer duže stranice slike prema kraćoj je 4:3 i ta se slika opisuje u najmanje 626 crta tako da se svake sekunde prenese 25 slika. U 1/50 sekunde prenesu se neparne, a u drugoj 1/50 sekunde parne crte. Prema tome cijela je slika prenesena u 1/50 + 1/50 = 2/50 = 1/25 sekunde. Znači da se svake sekunde prenese najmanje 25∙625 = 15 625 crta najmanje.
Čim katodna zraka udari na jednu točku fotokatode, ona poništi njen pozitivan naboj, a elektroni vezani na metalnoj ploči oslobode se te slabijim ili jačim električnim impulsom, to jest slabijom ili jačom električnom strujom odlaze u pojačalo. Iz pojačala izlaze električni impulsi čija se jakost mijenja na isti način kao rasvjeta slike. Time se slika razlaže u niz električnih impulsa različite jakosti. Ti se impulsi nametnu valu nosiocu, pa ga moduliraju, a onda se emitiraju u prostor. Istovremeno s emisijom slike prenosi se i tonski dio slike, ali preko druge antene i na drugom valu nosiocu.